# Трейси Шевалие
Трейси Шевалие (на английски: Tracy Chevalier) е американско-британска писателка на произведения в жанра драма и исторически роман.

## Биография и творчество
Трейси Шевалие е родена на 19 октомври 1962 г. във Вашингтон, САЩ, в семейството на Дъглас Шевалие и Хелън Вернер. Баща ѝ е фотограф, който работи с „Вашингтон Поуст“ повече от 30 години. Майка ѝ умира през 1970 г. Има по-големи сестра и и брат.
Завършва гимназия в Бетезда, Мериленд, през 1980 г. Получава през 1984 г.бакалавърска степен по английска филология от Оберлин Колидж. След дипломирането си се премества в Англия, където работи в издателската дейност, първоначално като асистент в редакцията на „Oxford Art Online“, а после като редактор на справочници за „St. James Press“. Заедно с работата си опитва да пише разкази.
През 1993 г. започва да учи творческо писане и получава през 1994 г. магистърска степен по специалността от университета на Източна Англия в Норич, където нейни преподаватели са писателите Малкълм Бредбъри и Роуз Тремейн.
Първият ѝ роман „The Virgin Blue“ (Синята Дева), който започва да пише в университета, е издаден през 1997 г. и получава добра оценка от критиката.
Става известна с втората си книга, „Момичето с перлената обица“, издадена през 1999 г. Творбата е вдъхновена от известната картина на Вермеер и съчетава исторически детайли и художествена измислица. Главната героиня Грийт е прислужница в дома на художника Йоханес Вермер, но с красотата си става част от света на големия художник, въпреки социалното неравенство на XVII век в Холандия и общественото мнение. Романът става бестселър в и е преведена на над 35 езика по света. През 2003 г. е екранизиран в едноименния филм с участието на Скарлет Йохансон и Колин Фърт.
Романът ѝ „Последното бягство“ от 2013 г., който представя историята на английски квакер, който емигрира в Охайо през 19 век, е отличен с наградата за книга в Охайоана.
Участва в представянето на автори като член на различни обществени организации. В периода 2006 – 2008 г. е председател на Управителния комитет на Обществото на авторите на Великобритания. Получава отличието „доктор хонорис кауза“ от Оберлин Колидж и университета на Източна Англия.
Трейси Шевалие живее със семейството си в Лондон и Девън.

## Произведения

### Самостоятелни романи
- The Virgin Blue (1997)
- Girl with a Pearl Earring (1999)
Момичето с перлената обица, изд.: ИК „Обсидиан“, София (2002, 2013), изд. „Санома блясък България“ (2010), прев. Димитрина Кондева
- Falling Angels (2001)
- The Lady and the Unicorn (2003)
Дамата и еднорогът, изд.: ИК „Обсидиан“, София (2007), прев. Зорница Христова
- Burning Bright (2007)
Жива жар, изд.: ИК „Обсидиан“, София (2009), прев. Майя Пенчева
- Remarkable Creatures (2009)
- The Last Runaway (2013)
Последното бягство, изд.: ИК „Обсидиан“, София (2013), прев. Надежда Розова
- At the Edge of the Orchard (2016)
- A Single Thread (2019)

### Екранизации
- 2003 Момичето с перлената обица, Girl with a Pearl Earring